# Csehország vasúti közlekedése

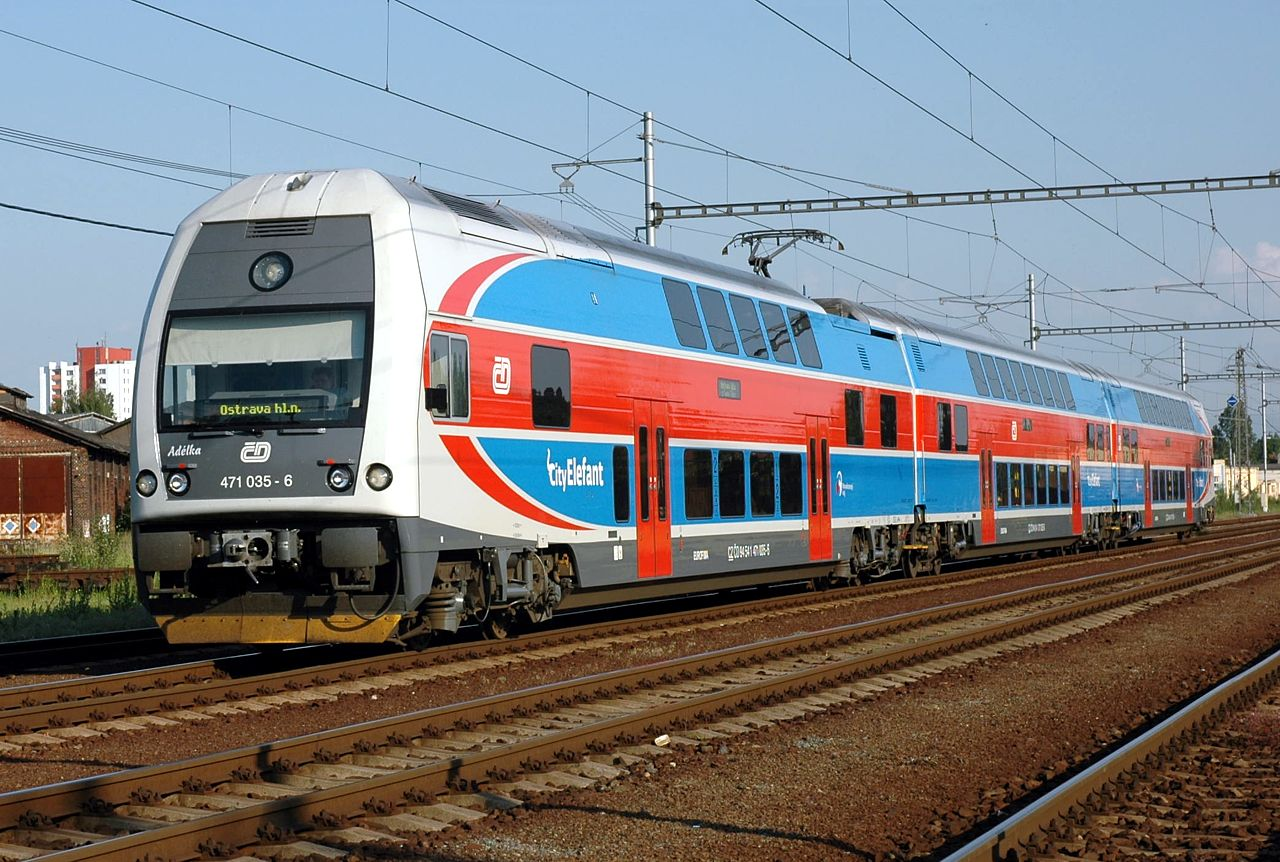
ČD 471 sorozat, a cseh vasút elővárosi személyszállító vonata

Csehország vasúthálózatának hossza 9620 km, melyből 3041 km villamosított. A hálózatból 9521 km normál, 99 km 750 mm nyomtávú. Az országban kétféle villamosítás terjedt el, régebben 3000 V egyenárammal villamosítottak, később áttértek a 25 kV 50 Hz váltakozó áramra.

## A cseh vasúti liberalizáció
2003. január 1-jén létrejött Csehországban a České dráhy a. s., a kereskedő vasút. A pályavasúti cég a SŽDC lett. A pályakapacitás elosztása a DU feladata, a teherszállításé pedig a ČD Cargóé.
A cseh vasúthálózat az egyik legsűrűbb a világon. A mellékvonalak nagy száma miatt a kétvágányú szakaszok aránya alacsony. Az országon két páneurópai folyosó halad keresztül, amelyek átépítése évek óta tart. Az országban jelenleg[mikor?] hét magánüzemeltetőt tartanak nyilván – a kisvasutak kezelőit nem számítva. A legtöbbjük kizárólag a teherforgalomban vesz részt.
A magántársaságok egy része iparvasutak üzemeltetését végzi. Három társaság üzemeltet normál nyomtávolságú vasútvonalat összesen 79 km hosszban. Az ezzel foglalkozó társaságok is inkább a teherforgalomra koncentrálnak. A bányaüzemek vasútjainak némelyike évi egy millió tonna feletti anyagot is megmozgat.

## Személyszállítás
A közúthálózat fejlesztése és az autók számának növekedése a cseh vasút forgalmának érezhető csökkenését váltotta ki. 2003-ban így is 172 millió utast szállítottak. A decentralizált országban nem sok nagyváros van, így a forgalom jelentős részét a regionális vonatok teljesítménye adja. Az alacsony átlagos utazási távolság miatt a cseh vasút noha majdnem 50%-kal több utast szállít, mint a MÁV, mégis utaskilométer-teljesítménye alig 90%-a.
A cseh vasút mindent megtesz a költségek csökkentése és a gazdaságos üzemeltetés érdekében. A helyi vonatokról sorra tűnnek el a kalauzok. Helyettük a motorkocsi vezetője ad jegyet, vagy a vonatra telepített jegykiadó automatát használhatják az utasok. Érdekes módon, nem nagyon bliccelnek a csehek. Valószínűleg tudják, hogy közlekedési eszközük fennmaradása múlik a koronáikon.
A vonatok túlnyomó többsége elég jó kihasználtsággal közlekedik, és nagymértékben a helyi igényeknek megfelelő menetrenddel. Akárcsak egykor, ma is sikerül akár napi 5-6 vonatpárral is jelentős forgalmat lebonyolítani.
Megkezdték a közlekedési szövetségek kialakítását, amelyben a vasút főszereplő, mivel a sűrű vasúthálózat és a viszonylag fejletlen közúti hálózat miatt a vasúttal párhuzamos buszközlekedés igen ritka. Az új autópályák azonban érezhetően visszavetik a velük párhuzamosan vezető vasútvonalakon a távolsági forgalmat. Emiatt például Prága és Liberec között a közvetlen vonatok száma nullára csökkent, mert a busz sokkal gyorsabb. A csehek tanultak az esetből, és a Prága–Brno autópályán közlekedő autóbuszokkal már felvették a versenyt: kedvezményes menetjegyárakat vezettek be a két város között, és még az addig kötelező InterCity-pótjegyet is eltörölték. Nem is történt akkora visszaesés, mint a libereci buszjáratok elindításakor.
A cseh vasút Európa azon kevés szolgáltató vasútja közé tartozik, mely képes élni a lehetőségeivel, és amely nemcsak csillagászati árú infrastrukturális fejlesztések révén már a nagysebességű közlekedés mámorában képes elképzelni a jövőjét.

### Sebességemelés
Csehországban a felújított fővonalakon az engedélyezett legnagyobb sebesség 160 km/h, de több vonal is alkalmas a 200 km/h sebességre. A sebességet a tervek szerint 2025. szeptemberében fogják megemelni először egy kisebb szakaszon Prága és České Budějovice között, majd a jövőben egyre hosszabban.

### Hely- és pótjegy váltása
A távolsági vonatokra helyjegy váltható, pótjegy nincs. Internetes vásárlás esetén a menetjegy mellé ingyenes helyjegy kérhető. Kötelező helyjegy csak a SuperCity Pendolinón van.

## Teherszállítás
Az árufuvarozásban megállt a piaci térvesztés, és 2003-ra már 3,5%-kal nőtt az elszállított áruk mennyisége. A 84,4 millió tonnás eredmény kétszerese a magyar teljesítménynek, és ezzel részesedése 30%, akárcsak a tőkeerősebb svájci társának, megállt a vasúton fuvarozott áru mennyiségének csökkenése.

## Napjainkban
Csehország infrastrukturális beruházásai között kiemelt helyzetet foglal el a vasúti pályák modernizációja. Az európai közlekedési folyosókban lévő pályaszakaszok felújítása szinte befejeződött. A cseh vasúti szakemberek megkezdték a 200 km/h sebességű pályaszakaszok megvalósítását.
A České dráhy modernizációjának keretén belül minden évben nagyprojektek egész sorát valósítják meg, melyek célja a szolgáltatások javítása, a személy- és teherszállítás gyorsítása és biztonságosabbá tétele.

## Vasúti kapcsolata más országokkal
- Németország – azonos nyomtáv, eltérő áramrendszer: 3 kV DC → 15 kV 16.7 Hz AC
- Lengyelország – azonos nyomtáv, azonos áramrendszer
- Ausztria – azonos nyomtáv, eltérő áramrendszer: 25 kV 50 Hz AC → 15 kV 16,7 Hz AC
- Szlovákia – azonos nyomtáv, azonos áramrendszer (3 Kv északon és 25 kV 50 Hz délen)

## Képgaléria

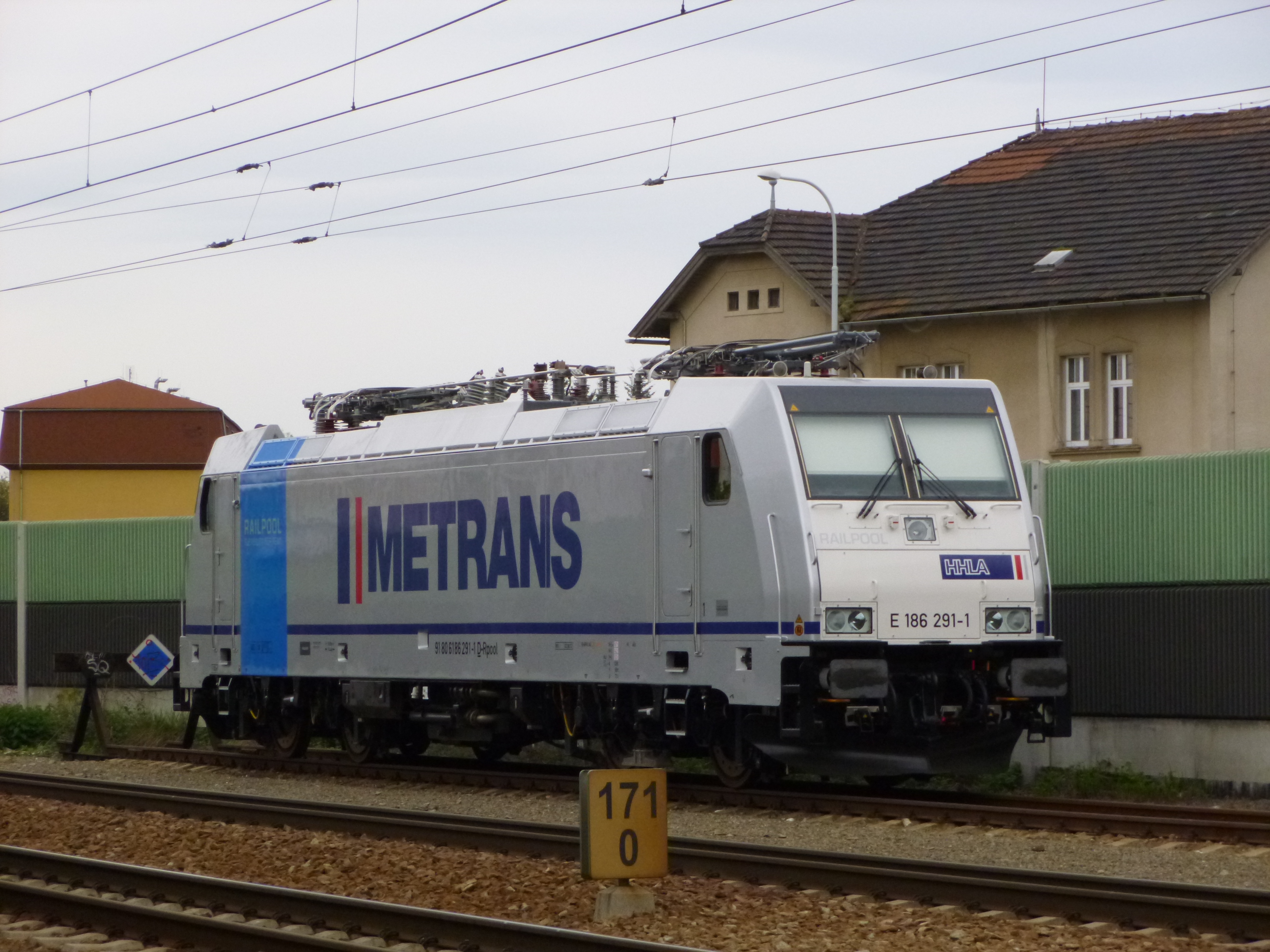
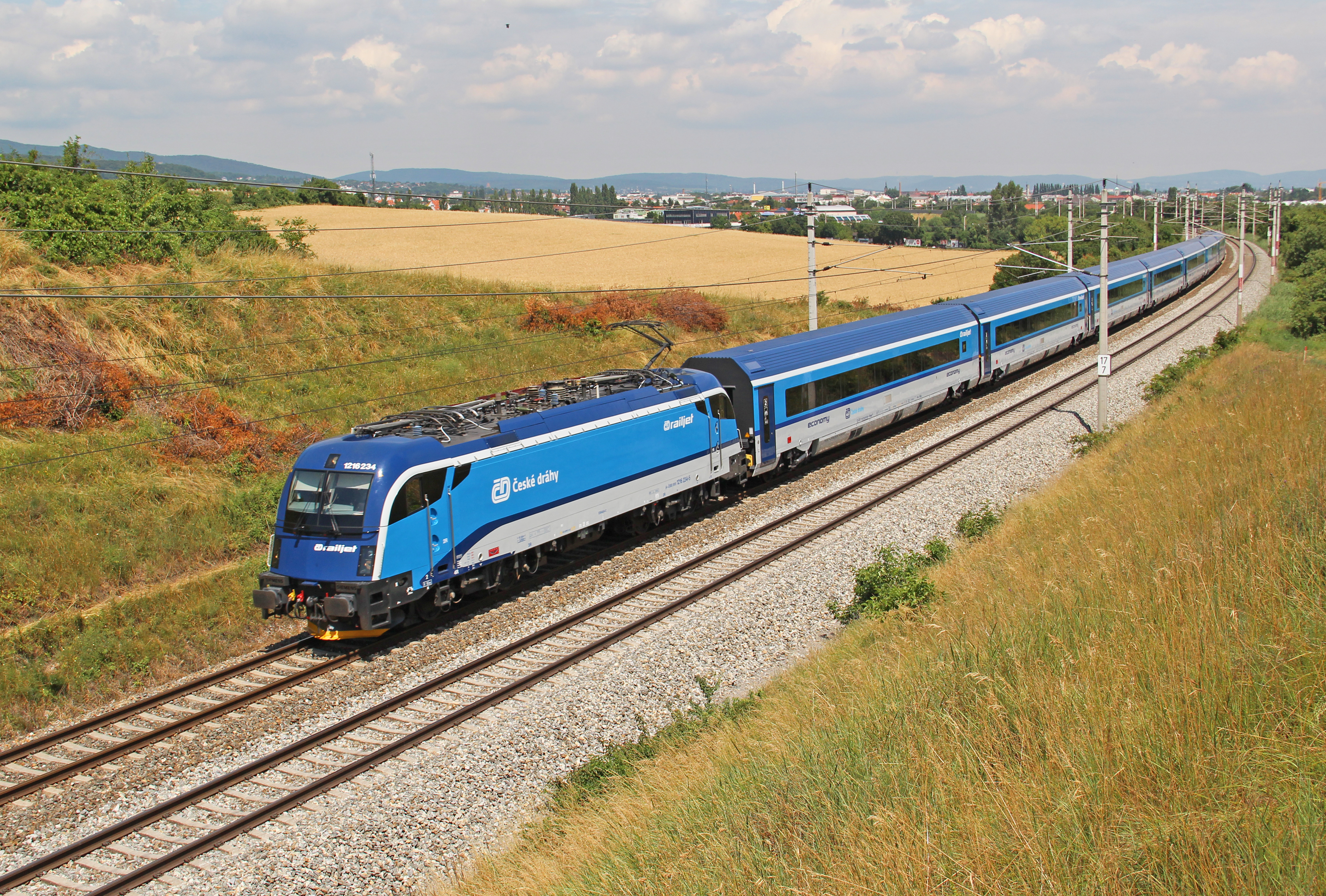
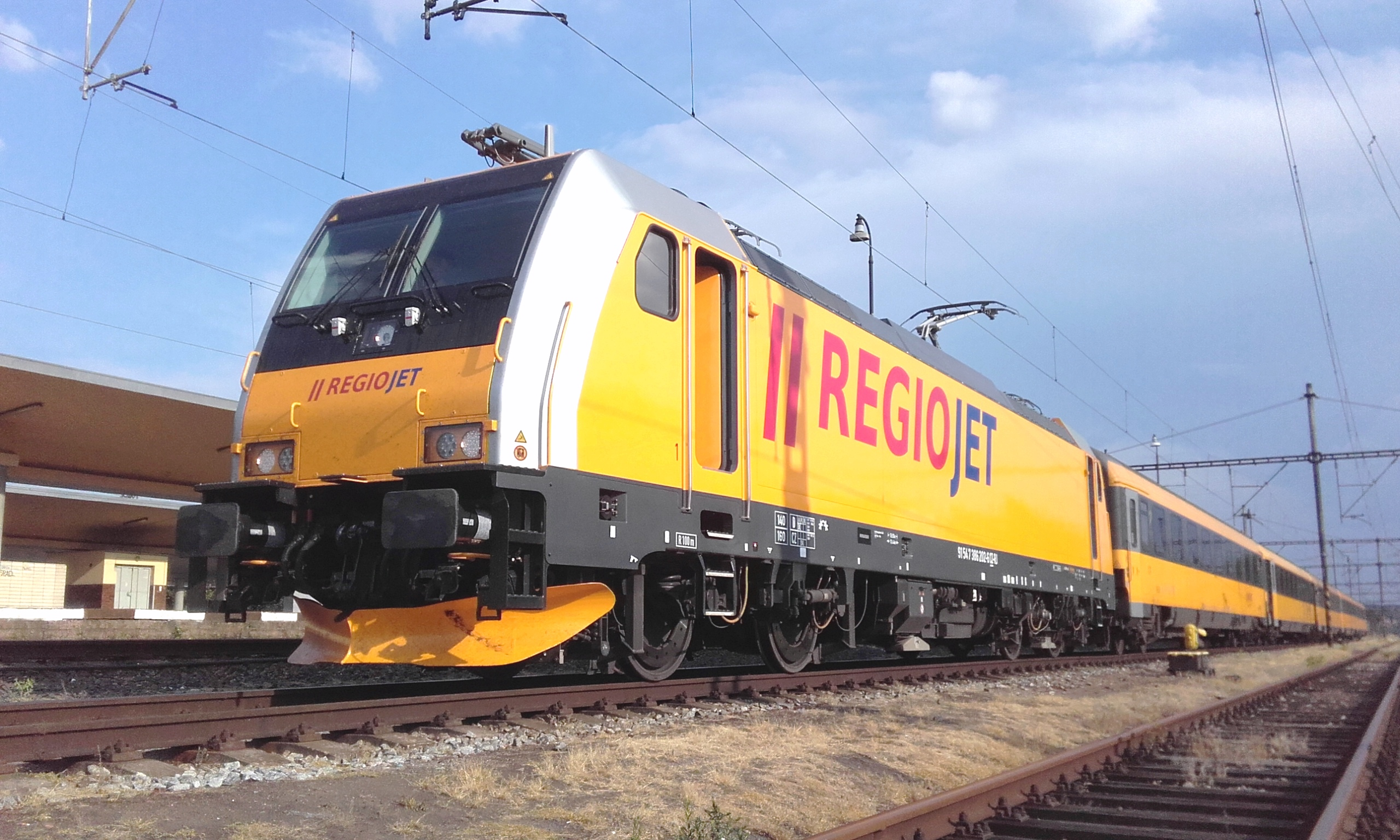
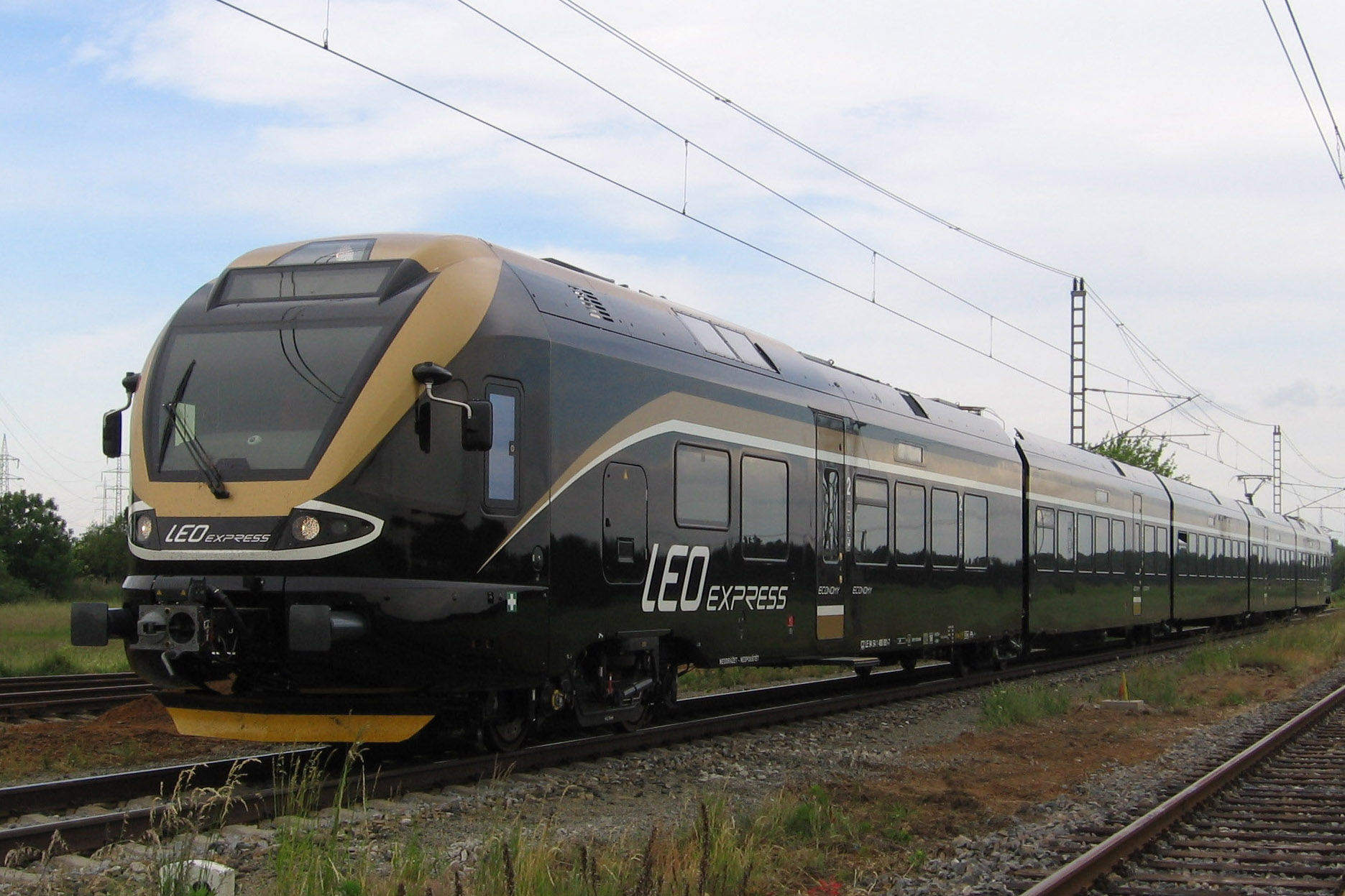
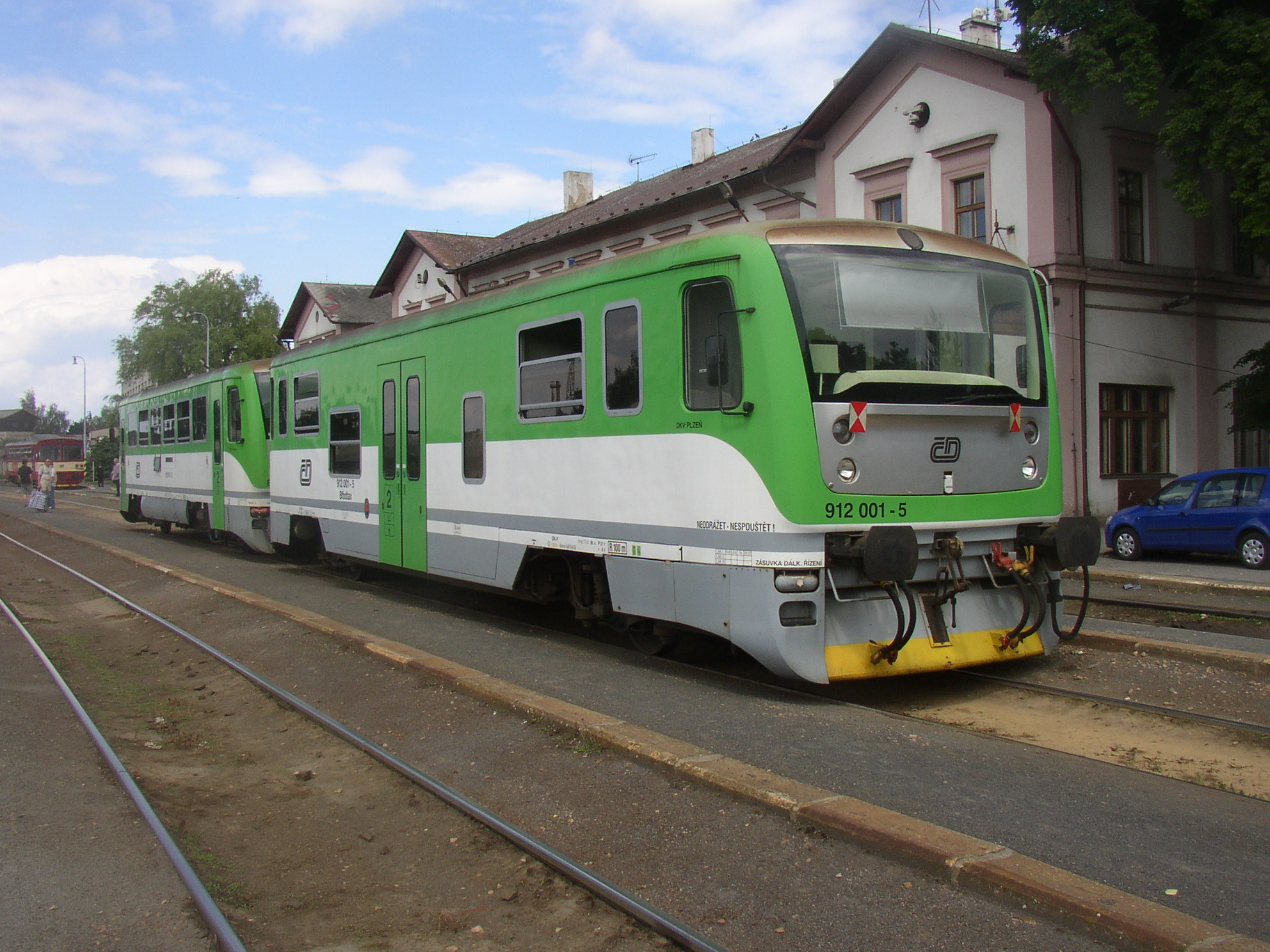
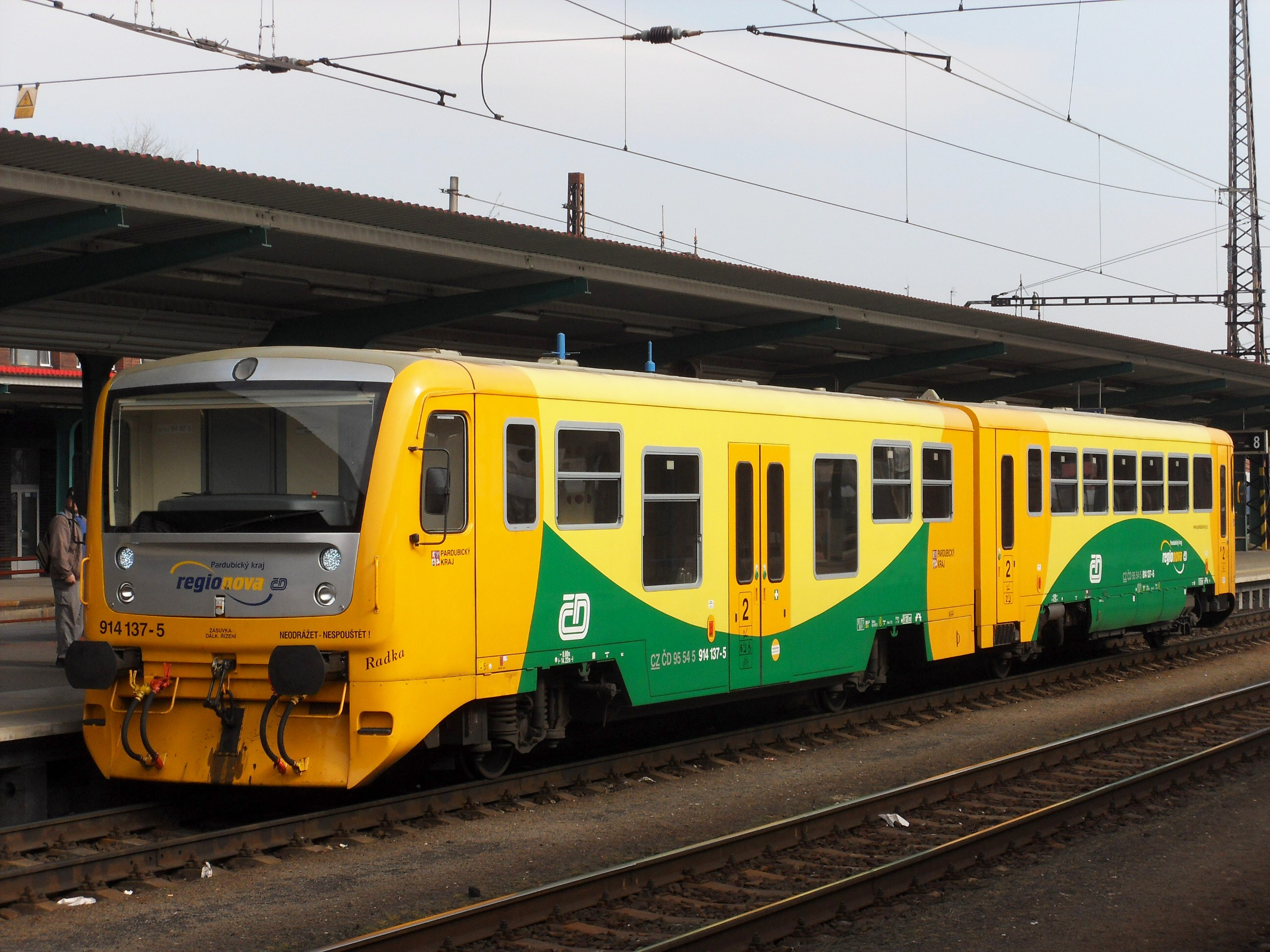
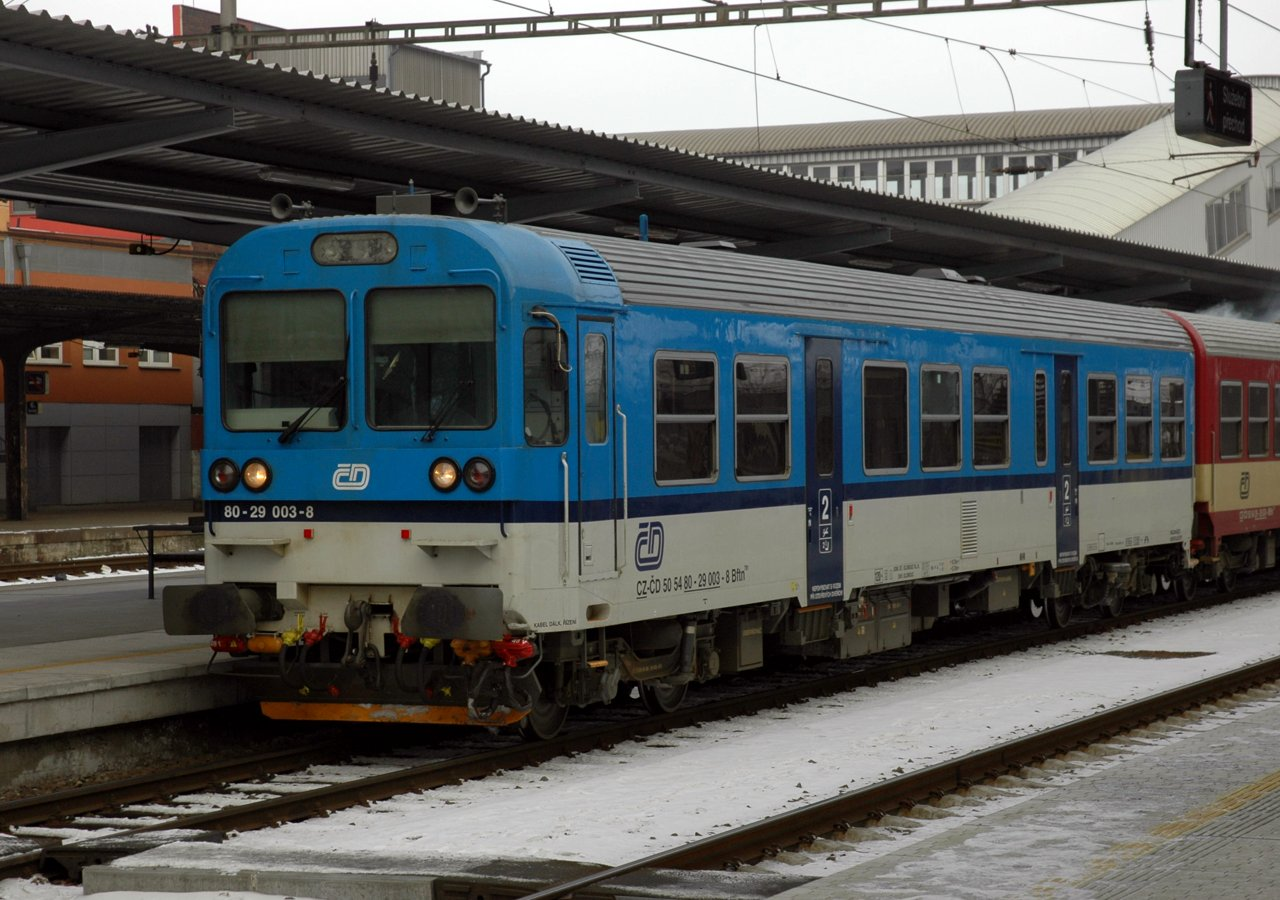
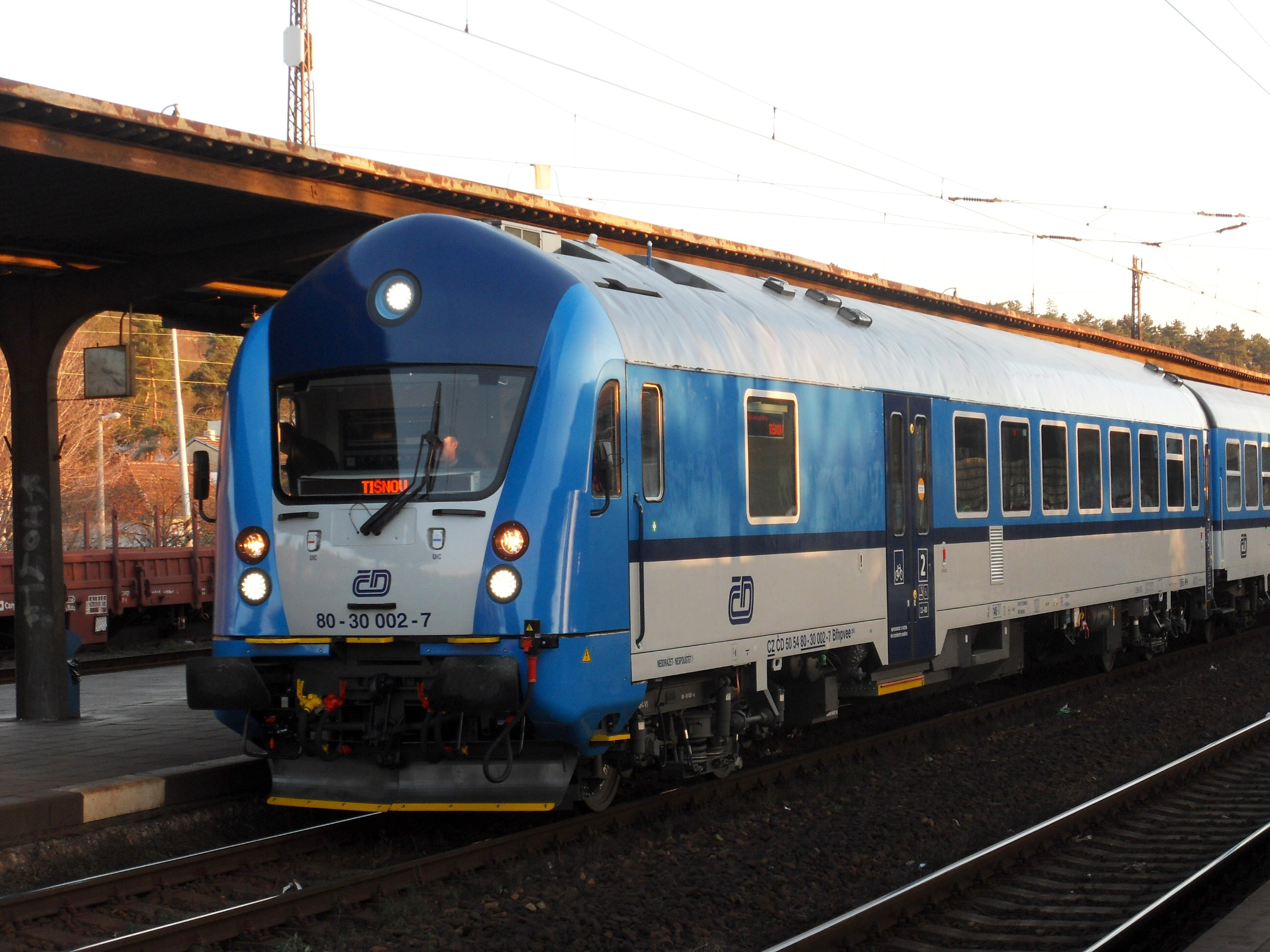
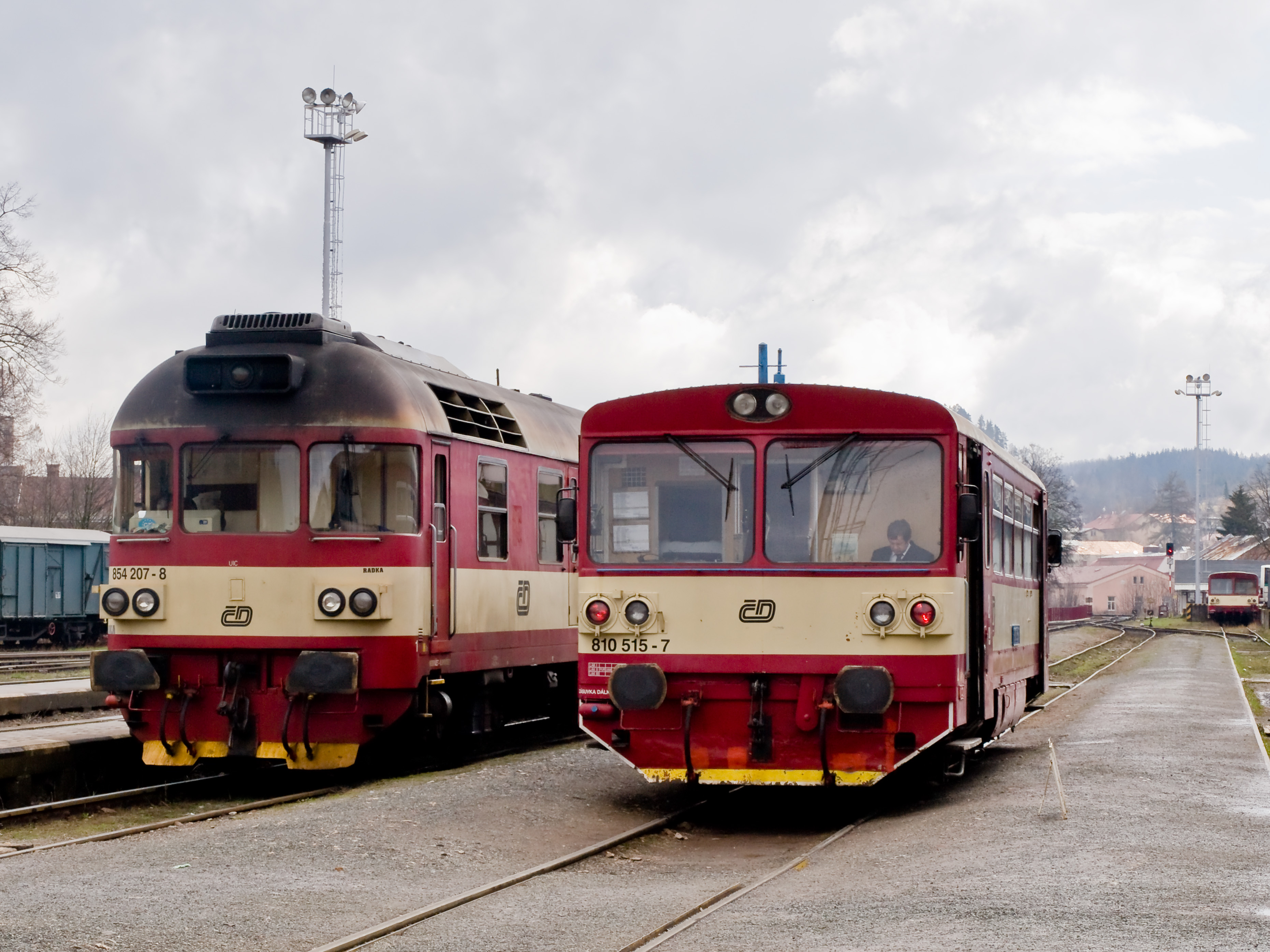
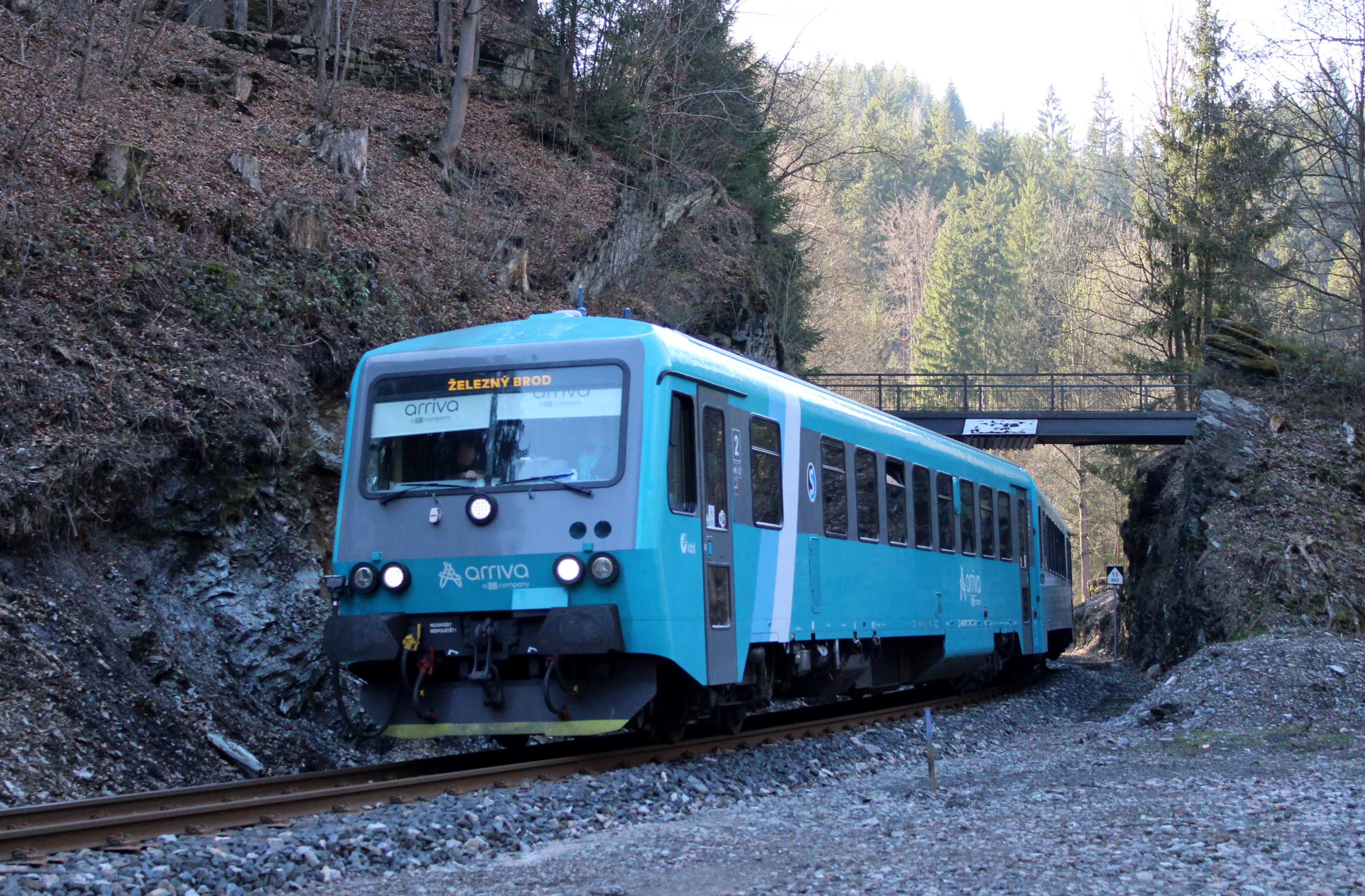